# Thomas Megahy
Thomas Megahy (n. 16 iulie 1929 - d. 5 octombrie 2008), a fost un om politic britanic, membru al Parlamentului European în perioadele 1979-1984, 1984-1989, 1989-1994 si 1994-1999 din partea Regatului Unit. 
1. ↑  Deputații în Parlamentul European